# تشلتون (بيدفوردشير)
تشلتون (بالإنجليزية: Chalton, Bedfordshire)‏ هي قرية وأبرشية مدنية تقع في المملكة المتحدة في إنجلترا.